# Praktsammetslöpare
Praktsammetslöpare (Chlaenius costulatus) är en art i insektsordningen skalbaggar som tillhör familjen jordlöpare. I Sverige finns den i de norra delarna av landet och den är Norrbottens landskapsinsekt.

## Kännetecken
Praktsammetslöparen har en kroppslängd på upp till 12 millimeter. Ryggskölden är vackert metallglänsande i grönt, koppar och purpur. Antenner och ben är svarta. 

## Utbredning
Praktsammetslöparen finns från nordvästra Tyskland och österut till Sibirien. I Skandinavien finns den endast i Sverige och Finland. 

### Status
I Sverige är praktsammetslöparen klassad som sårbar av ArtDatabanken. Det största hotet mot arten är utdikning av våtmarker och torvbrytning. Praktsammetslöparen betraktas som en sällsynt, om än inte direkt hotad skalbagge i större delen av sitt utbredningsområde. Den är rödlistad också i Tyskland.

## Levnadssätt
Praktsammetslöparens habitat är frodiga myrmarker, gärna med tuvor av vitmossa och vegetation av vattenklöver, starr och fräken. Den är ett rovdjur som är aktivt på dagen. Födan är andra, mindre evertebrater. Den övervintrar som fullbildad insekt, imago, och fortplantningen sker i början av sommaren.